# 楊景辰
楊景辰（1580年—1629年），字載甫，號侗陔，福建晉江芙蓉乡（今新塘街道后洋社區）人，祖籍光州固始，明朝政治人物，進士出身。

## 生平
萬曆四十一年（1613年）登二甲第十七名進士，授翰林院編修。萬曆四十三年（1615年）丁內艱，期滿復職。天啟二年（1622年）升諭德，後又升為少詹事、翰林院侍讀學士。天啟六年（1626年）升禮部侍郎，並奉命教導庶吉士，也教習皇子。魏忠賢薦為吏部右侍郎兼東閣大學士，入參機務，與來宗道等人編《三朝要典》，崇禎元年（1628年）阉黨敗，魏忠賢自盡，許顯純伏誅。同年六月，遭遣返致仕。不久憂懼成疾，卒于家。